# 長春 (進士)
長春（1850年—?），字寅初，号东阳，叶赫爾佳氏，漢姓叶氏，奉天府铁岭人，隶满洲镶红旗籍。清朝政治人物、进士出身。
光绪二年丙子科，順天乡试中举，二十四年，登进士，官至兵部主事。